# São Bento (1554)
La caracca São Bento fu una nave portoghese. Andò persa per naufragio il 24 aprile 1554, sulla costa del Transkei, nel suo primo viaggio di rientro in Portogallo sulla Carreira da Índia. Delle 474 persone a bordo ne sopravvissero solo 23.

## Storia

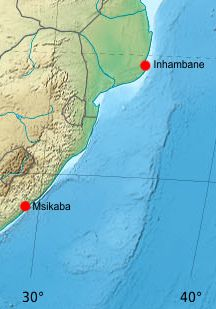

La caracca São Bento venne costruita a Lisbona nel 1551 per navigare sulla rotta per l'India (Carreira da Índia). Aveva una stazza di circa 900 tonnellate.
Dopo aver lasciato Cochin il febbraio 1554, al comando del capitano Fernão de Álvares Cabral, figlio di Pedro Álvares Cabral, il São Bento il 23 maggio incappò in una tempesta al largo del Mozambico e il timone fu danneggiato. A una latitudine di 32 e 1/3, il São Bento andò alla deriva verso la terra più vicina in vista, una distesa sabbiosa alla foce del fiume Infante. La nave si incagliò su un isolotto roccioso posto a poche centinaia di metri dalla foce del fiume. Purtroppo le acque intorno all'isolotto si dimostrarono incredibilmente profonde, raggiungendo la profondità di sette braccia, a breve distanza dalla costa. Pochi istanti dopo essersi avvicinata all'isola rocciosa, la nave colpì il fondo, spaccandosi immediatamente, con la parte inferiore dello scafo che si conficcò tra le rocce mentre altre porzioni della nave si staccarono e si trascinarono a riva. La carcassa della nave si trovava al livello del mare con solo i castelli di prua e di poppa visibili sopra l'acqua.
Il mare era così violento che le persone che cercavano rifugio tra le parti sporgenti della nave si ritrovarono in parte sott'acqua, mentre altre si attaccarono a barili e assi vicini e tentarono di nuotare fino a riva. Altri ancora, che erano rimasti bloccati sulla nave che stava affondando, tagliarono le sartie sul lato dell'albero verso il mare, permettendogli di cadere fuori bordo. Equipaggio e passeggeri tentarono di utilizzare l'albero maestro come passerella verso la riva, ma una serie di onde lo colpì gettando tutti in mare, tranne una persona, con le onde che trascinarono i naufraghi verso la vela dove rimasero impigliati e morirono annegati.
La superficie del mare era disseminata di scatole, barili, lance e una varietà di parti della navi e del carico. Mentre le persone cercavano di nuotare a riva, si ritrovarono sbattute dalle onde contro rocce e i detriti e un gran numero di loro annegò, tra cui Alavares de Noronha, per le ferite riportate o per esaurimento, facendo arrossare le risacca con il loro sangue. Il 'São Bento si spezzò in due a metà, con il castello di prua da una parte e quello di poppa dall'altra. Coloro che non sapevano nuotare cercarono riparo sulle due parti finché le onde non li avessero gettati a riva.
I sopravvissuti resero grazie a Dio per essere sopravvissuti al naufragio, poi si radunarono e curarono i feriti alla meglio delle loro capacità. Non appena la marea calò, lasciarono l'isolotto roccioso raggiungendo la vicina terraferma. Un conteggio stabilì che il numero dei morti includeva 44 portoghesi e oltre 106 schiavi, mentre vi erano 322 sopravvissuti sulla spiaggia.
I sopravvissuti si ritirarono nei boschi quando il sole iniziò a tramontare, trovando un fiume che li dissetò per la prima volta dopo il naufragio. Il mattino seguente perlustrarono la riva in cerca di vestiti e provviste, trovando la spiaggia ricoperta di cadaveri maciullati, parti della nave e merci varie. L'abbondanza di materiali che si riversava a riva fornì ai sopravvissuti cibo e materiale che consentì loro di recuperare le forze e costruire ripari tra il limitare degli alberi. Fu così costruirto un rifugio relativamente confortevole usando sontuosi tappeti, stoffe d'oro e seta.  Dopo aver completato il compito, il capitano ordinò che la campagna circostante fosse esaminata dalla cima di una montagna vicina, per scoprire eventuali abitanti e trovare un percorso sicuro per attraversare il fiume Infante. Circa una dozzina di uomini assolsero a questo compito.
Il giorno successivo fu avvistato dall'altra parte del fiume un gruppo di indigeni che stava bruciando pezzi della nave per estrarre i fissaggi di ferro. Alcuni dei nativi attraversarono il fiume a nuoto per salutare i portoghesi e ricevettero da questi modesti doni di stoffa, ferro e provviste. I nativi si dimostrarono amichevoli e loquaci ma nessuno dei sopravvissuti capiva la loro lingua. Il successivo pomeriggio apparvero nelle vicinanze circa 100 indigeni armati di lance di legno e ferro. I portoghesi si armarono a loro volta, ma gli indigeni si dimostrarono pacifici, e i naufraghi si rallegrarono nel vedere che il capo dei nativi indossava perline rosse intorno al collo simili a perline di corniola. Il possesso di queste perle da parte degli indigeni significava che dovevano trovarsi vicino a un fiume visitato da navi mercantili.
Il giorno seguente i portoghesi si avventurarono di nuovo sulla riva in cerca di provviste poiché non avevano mangiato altro che noci di cocco, trovando solo un barile di biscotti, 42 libbre di riso e alcuni pezzi di carne, tutti inzuppati. Oltre alla mancanza di rifornimenti, anche il tempo tormentava i portoghesi; in quella regione era ormai inverno e se fossero rimasti sulla riva non sarebbero sopravvissuti a lungo. Dopo un lungo dibattito, fu deciso di dirigersi a nord verso Sofala, seguendo il percorso precedentemente percorso da Manuel de Sousa dopo il naufragio del galeone São João. Per prepararsi al viaggio i portoghesi raccolsero quante più provviste e chiodi di ferro per il commercio che riuscirono a trasportare.
Il giorno successivo, 27 aprile, 98 portoghesi e 224 schiavi partirono in direzione di Sofala. Un quarto di loro era ancora gravemente ferito, e usava bastoni come stampelle. Lasciarono un mozzo e uno schiavo nell'accampamento originale, poiché entrambi avevano le gambe rotte e non ci si aspettava che fossero sopravvissuti al viaggio. La compagnia era armata di lance, spade, scudi e un moschetto con 12 cariche di polvere da sparo danneggiata dall'acqua. Mettendosi in un'unica linea di marcia, l'equipaggio della nave portava un crocifisso apposto su una lancia e uno stendardo benedetto nella parte anteriore della formazione, e nella parte posteriore, un'icona religiosa era portata dal capitano insieme ai passeggeri e agli schiavi. Nel mezzo della formazione, i membri disarmati della compagnia aiutavano a trasportare i malati e i feriti.
Il giorno seguente, la compagnia raggiunse il punto in cui era naufragato il galeone São João, scoprendo l'argano e altri legni della nave gettati sulla scogliera rocciosa che si estendeva lungo la costa. Qui i naufraghi si resero conto di aver sbagliato nel tentare il passaggio interno verso nord, e che seguendo la costa come i sopravvissuti del São João avrebbero avuto maggiori possibilità di successo. La costa era terreno più facile, meno interessato dai fiumi dell'interno, e forniva risorse come le ostriche, che raccolte con la bassa marea fornivano alla compagnia un moderato sostentamento.
Il 7 luglio, due mesi e mezzo dopo, avendo sopportato grandi fatiche, e con l'aiuto di amichevoli guide indigene, i rimanenti sopravvissuti trovarono rifugio in un villaggio di nativi sul fiume Maputo dove rimasero per cinque mesi, soffrendo per fame, malattie ed esposizione al clima dato che le tempeste invernali avevano esaurito tutte le risorse dell'area. Il 3 novembre una nave mercantile portoghese che commerciava in avorio entrò nella baia in cui si trovava il villaggio.  Nove giorni dopo il capitano di questa nave sbarcò in un porto di proprietà di Inhaca, il re del villaggio in cui trovavano i naufraghi del São Bento, e su istruzione del re il pilota di questa nave fu informato della loro presenza. Tre giorni dopo i sopravvissuti si riunirono ai loro connazionali e vennero portati sulla nave. In totale, solo 20 portoghesi e tre schiavi erano sopravvissuti al lungo viaggio, mentre il resto era morto lungo la strada.
A causa dei forti venti di levante la nave portoghese non poté proseguire il viaggio di rientro verso casa per i successivi cinque mesi, e nel frattempo visitò vari villaggi sul fiume tentando di commerciare con la gente del posto, ma venne invece accolta con crescente violenza. I portoghesi fecero irruzione in uno dei villaggi e catturarono diverse donne, comprese le figlie del capo; questi prigionieri furono infine restituiti per mantenere la pace con Tembe, il re di questa terra. Quando la nave portoghese stava partendo per tornare in Mozambico, il pilota ricevette la notizia che altri due sopravvissuti della São Bento erano in viaggio per raggiungere la nave. Due giorni dopo arrivarono un portoghese e uno schiavo che si imbarcarono subito sul nave. Il 20 marzo 1555 la nave salpò per raggiungere il Mozambico, ed a parte un piccolo incaglio su un banco di sabbia, subito risolto, arrivò in porto il 2 aprile.
Il naufragio del São Bento e descritto da uno dei superstiti, Manoel de Mesquita Perestrello, nel suo libro Relação summaria da viagem que fez Fernão d'Alvares Cabral, desde que partio deste reyno por capitão mór da armada que foy no anno de 1553 ás partes da India athé que se perdeo no cabo de Boa Esperança no anno de 1554, escrita por Manoel de Mesquita Perestrello.
Nel 1968 vennero casualmente scoperti da Geoff N. Harris diversi cannoni di bronzo vicino a un isolotto roccioso a 400 metri dalla foce del fiume Miskaba, sulla costa Pondolond del Transkei. In precedenza in quest'area vennero ritrovati frammenti di porcellana Ming e perline di corniola, che erano ben note per essere state ritrovate per dilavamento sulla riva circostante. Questo sito è stato studiato da un gruppo di ricerca di Kokstad, che recuperò ulteriori cannoni e manufatti dal mare intorno all'isola. Il rapporto risultante è stato infine redatto dagli archeologi Chris Auret e Tim Maggs. Sulla base delle prove archeologiche discusse di seguito, il relitto era chiaramente del XVI secolo e con queste informazioni, i ricercatori condussero un'analisi storica incrociata delle potenziali navi che avevano fatto naufragio nelle vicinanze. Si era a conoscenza che solo due navi portoghesi erano naufragate vicino a questa località durante il XVI secolo, il São João (1552) e il São Bento (1554) Utilizzando il racconto del sopravvissuto Manuel de Mesquita Perestrello, tradotto da George McCall Theal da Bernardo Gomes de Brito, in História Trágico-Marítima, i ricercatori confrontarono la descrizione del paesaggio dal racconto storico con quello moderno. Gli archeologi Auret e Maggs tracciarono chiari parallelismi tra il paesaggio moderno e quello presentato nel racconto del sopravvissuto, identificando così il sito di Miskaba come il luogo del relitto del São Bento.  Dal sito del relitto vennero recuperati 18 cannoni in bronzo, divisi in pezzi ad avancarica e a retrocarica, palle di cannone in ghisa ricoperte da piombo, tra cui alcune chiaramente appartenenti ad un tipo chiamato palle incatenate, pietre appartenenti alla zavorra, porcellane cinesi con i marchi degli imperatori Xuande (1425-1435), Zhengde (1506-1521) e Jiajing (1522-1566), porcellane di gres piatti di terracotta,  anelli d'oro orecchini d'oro, un cruzados d'oro con l'effige di Giovanni III Re di Portogallo e Algarve, perle di corniola, e conchiglie di Monetaria moneta utilizzate in alcuni paesi come moneta di scambio.

### Annotazioni
1. ↑  Si trattava di due palle unite tra loro da una catena, destinate a tranciare tutto ciò che trovavano davanti a loro.

### Fonti
1. 1 2 3 4 5 6 7 8 9 10 11 12 13 14 15 16 17 18 19 20 21 22 23 24 25 26 27 28 29 30 31 32  Shiplib.
2. 1 2  Duffy 1955, pp. 25-27.
3. 1 2  Vieira Castro 2005, p. 27.
4. 1 2 3  Mathew 1988, p. 266.
5. 1 2  Theal 1898, p. 218.
6. ↑  Theal 1898, p. 219.
7. 1 2  Theal 1898, p. 220.
8. ↑  Theal 1898, p. 221.
9. ↑  Duffy 1955, p. 27.
10. ↑  Theal 1898, p. 222.
11. ↑  Theal 1898, p. 223.
12. ↑  Theal 1898, p. 224.
13. ↑  Theal 1898, pp. 225-226.
14. ↑  Theal 1898, p. 226.
15. 1 2  Theal 1898, p. 227.
16. ↑  Theal 1898, p. 234.
17. 1 2 3 4  Mathew 1988, p. 267.
18. ↑  Theal 1898, p. 280.
19. ↑  Theal 1898, pp. 280-281.
20. ↑  Theal 1898, p. 281.
21. ↑  Theal 1898, p. 282.
22. 1 2  Theal 1898, p. 283.
23. ↑  Theal 1898, p. 284.
24. ↑  Vieira Castro 2005, p. 18.
25. ↑  Protearidge.
26. ↑  Auret, Maggs 1982, p. 1.
27. 1 2 3  Auret, Maggs 1982, p. 36.
28. ↑  Auret, Maggs 1982, pp. 37-38.
29. ↑  Auret, Maggs 1982, p. 3.
30. ↑  Auret, Maggs 1982, p. 7.
31. ↑  Auret, Maggs 1982, pp. 8-9.
32. ↑  Auret, Maggs 1982, p. 12.
33. ↑  Auret, Maggs 1982, p. 18.
34. 1 2  Auret, Maggs 1982, p. 9.
35. ↑  Auret, Maggs 1982, p. 31.
36. 1 2  Auret, Maggs 1982, p. 11.